# Майоров, Артур Петрович
Артур Петрович Майоров — советский хозяйственный, государственный и политический деятель, Герой Социалистического Труда.

## Биография
Родился в 1930 году в Днепропетровске. Член КПСС.
С 1948 года — на хозяйственной, общественной и политической работе. В 1948—1985 гг. — в Азовском районном отделе здравоохранения, начальник ветеринарного отдела Омского областного сельскохозяйственного управления, ветеринарный врач совхоза «Лузинский», директор совхоза «Лузинский» Омского района Омской области.
17 апреля на базе совхоза «Лузинский» создана фирма «Омский бекон».
Указом Президиума Верховного Совета СССР от 23 декабря 1976 года присвоено звание Героя Социалистического Труда с вручением ордена Ленина и золотой медали «Серп и Молот».
Избирался депутатом Верховного Совета СССР 8-го и 9-го созывов.
Умер в Лузино в 1985 году. Похоронен на Старо-Северном кладбище Омска.